# Feliniopsis connivens
Feliniopsis connivens là một loài bướm đêm trong họ Noctuidae.